# Cérilly, Allier
Cérilly là một xã ở tỉnh Allier thuộc miền trung nước Pháp.